# Жаманколь (озеро, Костанайская область)
Жаманколь (каз. Жаманкөл) — озеро в Узункольском районе Костанайской области Казахстана. Находится в 18 км к югу от села Пресногорьковка и в 5 км к востоку от села им. Карла Маркса.
По данным топографической съёмки 1959 года, площадь поверхности озера составляет 2,33 км². Наибольшая длина озера — 3,2 км, наибольшая ширина — 1,9 км. Длина береговой линии составляет 9,5 км, развитие береговой линии — 1,73. Озеро расположено на высоте 158 м над уровнем моря.